# Předběžná otázka
Předběžná otázka je v právu otázka, kterou musí soud nebo správní úřad vyřešit v probíhajícím řízení, aby mohl rozhodnout o věci samé (o předmětu řízení), a která není totožná s otázkou, o níž má být v řízení rozhodnuto.
V některých případech je předběžná otázka důvodem pro přerušení řízení.
S předběžnou otázku se mohou také národní soudy obrátit na Evropský soudní dvůr, chtějí-li vyložit evropskou normu.